# Stephan Götzl
Stephan Götzl (* 3. Februar 1960 in Kemnath) ist ein deutscher Manager.

## Leben
Nach dem Abitur 1979 in Nürnberg absolvierte Götzl bis 1981 eine kaufmännische Lehre bei der Siemens AG und schloss daran von 1981 bis 1987 ein wirtschaftswissenschaftliches Studium an der Friedrich-Alexander-Universität Erlangen an.
Anschließend war er in führenden Funktionen bei Siemens und der Kienbaum Unternehmensberatung tätig, bevor Götzl von 1991 bis 1992 zum Staatssekretär für Umwelt und Gesundheit in Rheinland-Pfalz ernannt wurde. 1992 kehrte er zu Siemens zurück und wechselte 1996 als Geschäftsführer zur Pfleiderer Infrastrukturtechnik GmbH & Co. KG.
1999 begann seine Verbandstätigkeit mit der Ernennung zum Hauptgeschäftsführer der Vereinigung der Bayerischen Wirtschaft sowie des Verbands der Bayerischen Metall- und Elektro-Industrie. Im Jahr 2000 übernahm er das Amt des Hauptgeschäftsführers des Bayerischen Unternehmensverbands Metall und Elektro.
2002 wurde Götzl zum Präsidialmitglied der Vereinigung der Bayerischen Wirtschaft ernannt. Von 2005 bis 2015 war er Vorstandsvorsitzender und Verbandspräsident des Genossenschaftsverbands Bayern (GVB).
Götzl war Mitglied im Hochschulrat der Ludwig-Maximilians-Universität München, Vizepräsident des Wirtschaftsbeirats Bayern und war 2011 als Nachfolger für Georg Fahrenschon im Amt des bayerischen Finanzministers im Gespräch.
Ab Juli 2010 war Götzl Mitglied im Vorstand der Gesellschaft der Freunde von Bayreuth.
Im Juli 2013 verglich Götzl einen Gesetzentwurf der EU-Kommission, nach dem zahlungsunfähige Banken europaweit unter anderem mit Hilfe eines von allen Banken getragenen Fonds gestützt werden und die Kommission bei der Entscheidung über die Schließung das letzte Wort hat, mit Adolf Hitlers Ermächtigungsgesetz.
Götzl ist seit 1982 Mitglied der katholischen Studentenverbindung K.D.St.V. Ostmark Nürnberg im CV.
Am 26. Mai 2015 wurde bekannt, dass gegen Götzl wegen des Verdachts auf Untreue ermittelt wird. Er soll private Rechnungen aus der Kasse des Verbandes bezahlt haben. Die Funktion als Vorstandsvorsitzender des GVB nahm Götzl vorübergehend nicht mehr wahr. Am 23. Juni 2015 gab der GVB bekannt, dass man die Zusammenarbeit beenden werde. Weitere Details ließ der Verband nicht verlauten, auch nicht, ob Götzl eine Abfindung erhalten wird. 2017 erließ das Amtsgericht München gegen ihn einen Strafbefehl wegen Untreue.

## Auszeichnungen
- 2008: Ehrendoktorwürde der Wirtschaftswissenschaftlichen Fakultät der Universität Passau[7]
- 2008: Bundesverdienstkreuz am Bande
- 2011: Honorarprofessor der Friedrich-Alexander-Universität Erlangen
- 2013: Bayerischer Verdienstorden